# Grand-Leez
Grand-Leez is een plaats en deelgemeente van de Belgische gemeente Gembloers. Grand-Leez ligt in de Waalse provincie Namen, tot 1 januari 1977 was het een zelfstandige gemeente.

## Bezienswaardigheden
- De Sint-Amanduskerk (Église Saint-Amand) is een classicistisch kerkgebouw van 1786, gebouwd in opdracht van de Abdij van Floreffe.
- De Moulin Defrenne is een stenen grondzeiler van 1830.
- De Moulin Lorge is het restant van een stenen grondzeiler van voor 1830, met een vernieuwde kap.
- De Lî molin dî mon l'Chin'ne was een onderslagmolen op diverse waterloopjes die in de buurt ontsprongen en naar de molen werden geleid.
- De Moulin de l'Arton is een bovenslagmolen op de Harton.
- Het Kasteel van Petit-Leez is om een vierkante plaats gebouwd en heeft een woongedeelte van 1618. Bijgebouwen stammen uit de 19e en 20e eeuw.

## Natuur en landschap
Ten noordoosten van de kom ligt het Bois de Grand-Leez. De hoogte aan de kerk bedraagt 159 meter.

## Demografische ontwikkeling
- Bronnen:NIS, Opm:1831 tot en met 1970=volkstellingen, 1976= inwoneraantal op 31 december

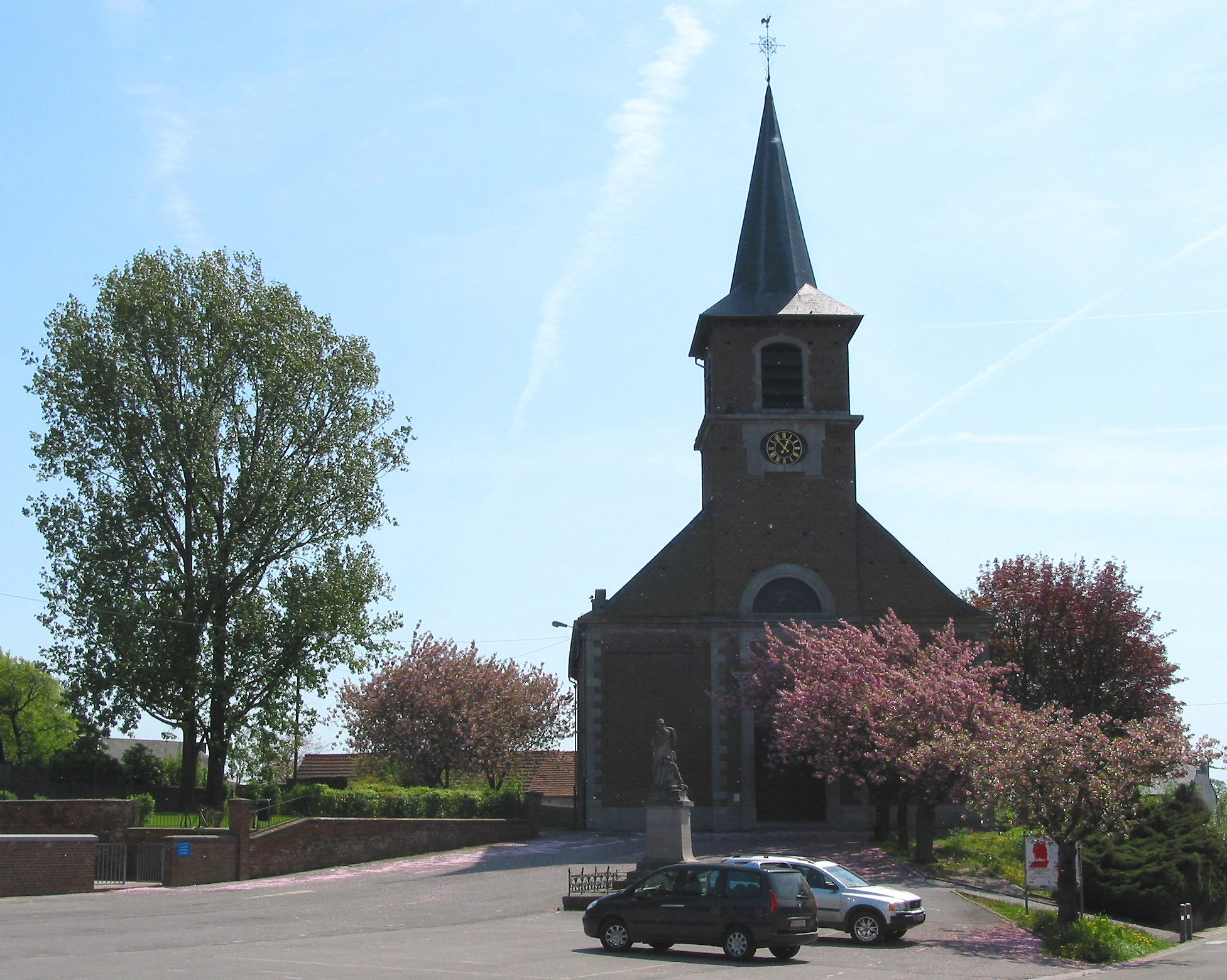

## Nabijgelegen kernen
Sart-lez-Walhain, Aische-en-Refail, Meux, Lonzée, Sauvenière
Deelgemeenten: Beuzet · Bossière · Bothey · Corroy-le-Château · Ernage · Gembloers · Grand-Leez · Grand-Manil · Isnes · Lonzée · Mazy · Sauvenière

Overige plaatsen: Baudecet · Ferooz · Golzinne · Liroux · Petit-Leez · Vichenet

Belgische gemeenten · arrondissement Namen · provincie Namen · Wallonië